# Thermisía
Thermisía (Thermisia) är en ort i Grekland.   Den ligger i prefekturen Nomós Argolídos och regionen Peloponnesos, i den sydöstra delen av landet, 70 km sydväst om huvudstaden Aten. Thermisía ligger 19 meter över havet och antalet invånare är 331.
Terrängen runt Thermisía är kuperad. Havet är nära Thermisía åt sydost.  Närmaste större samhälle är Ermióni, 7,6 km väster om Thermisía. 